# Роккетто

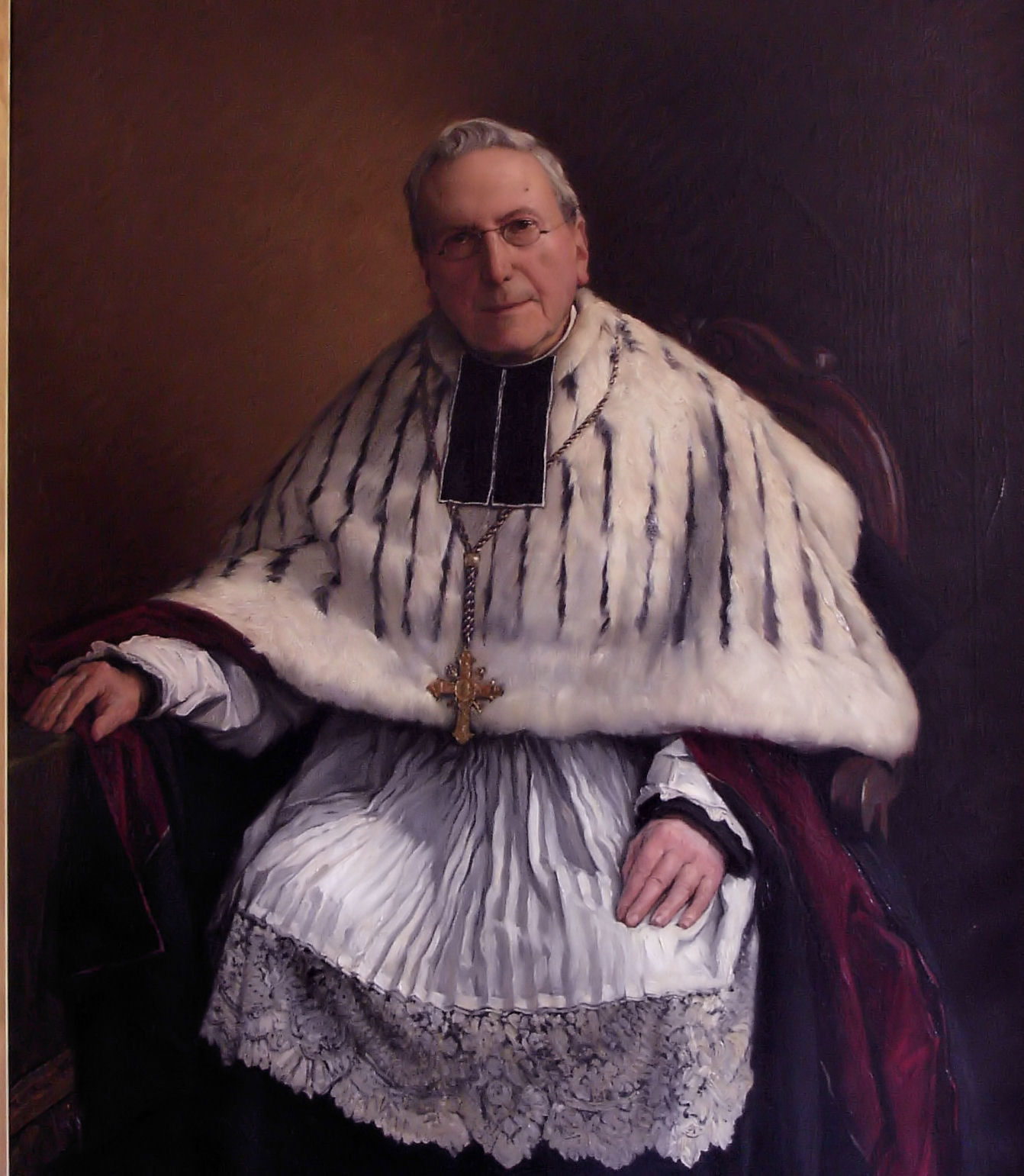
Церковний священик у оксамитовій підшитій горностаєм моцетті та мереживому роккетто

Роккетто (італ. rocchetto) — частина одягу папи римського, що з'явилася у XV столітті, білий плісирований півкороткий одяг з полотна, обшитий мереживом. Роккетто — також елемент одягу католицького єпископа. Біла сорочка, що досягає колін, з вигляду нагадує стихар, з тією лише відмінністю, що рукава рочетто вузькі, а у стихарі — розширюються. Надягається поверх сутани. Може бути прикрашена галунами або мереживом. Комжа і роккетто виникли на основі альби.